# Wysschaja Liga 1977/78
Die Saison 1977/78 der Wysschaja Liga war die 32. Spielzeit der höchsten sowjetischen Eishockeyspielklasse. Den sowjetischen Meistertitel sicherte sich zum insgesamt 21. Mal ZSKA Moskau.

## Modus
Die zehn Mannschaften der Wysschaja Liga spielten in einer gemeinsamen Hauptrunde vier Mal gegen jeden Gegner, wodurch die Gesamtzahl der Spiele pro Mannschaft 36 betrug. Die punktbeste Mannschaft wurde Meister, während der Tabellenletzte in der Relegation gegen den Dritten der zweiten Liga antreten musste. Für einen Sieg erhielt jede Mannschaft zwei Punkte, bei einem Unentschieden gab es einen Punkt und bei einer Niederlage null Punkte.

## Hauptrunde
|     | Klub                    | Sp | S  | U  | N  | T   | GT  | Punkte |
| --- | ----------------------- | -- | -- | -- | -- | --- | --- | ------ |
| 1.  | ZSKA Moskau             | 36 | 28 | 3  | 5  | 215 | 109 | 59     |
| 2.  | Dynamo Moskau           | 36 | 21 | 4  | 11 | 161 | 104 | 46     |
| 3.  | Krylja Sowetow Moskau   | 36 | 17 | 6  | 13 | 146 | 138 | 40     |
| 4.  | Traktor Tscheljabinsk   | 36 | 14 | 10 | 12 | 130 | 118 | 38     |
| 5.  | Chimik Woskressensk     | 36 | 15 | 5  | 16 | 127 | 117 | 35     |
| 6.  | Dinamo Riga             | 36 | 13 | 8  | 15 | 118 | 135 | 34     |
| 7.  | Torpedo Gorki           | 36 | 14 | 4  | 18 | 138 | 164 | 32     |
| 8.  | Spartak Moskau          | 36 | 14 | 4  | 18 | 123 | 141 | 32     |
| 9.  | Awtomobilist Swerdlowsk | 36 | 12 | 5  | 19 | 133 | 176 | 29     |
| 10. | SKA Leningrad           | 36 | 5  | 5  | 26 | 131 | 220 | 15     |

Sp = Spiele, S = Siege, U = unentschieden, N = Niederlagen, OTS = Overtime-Siege, OTN = Overtime-Niederlage, SOS = Penalty-Siege, SON = Penalty-Niederlage

## Relegation
- SKA Leningrad – Sibir Nowosibirsk 12:5 (Endstand nach zwei Spielen)

Der SKA Leningrad konnte sich gegen den Dritten der zweiten Liga souverän durchsetzen und sicherte sich den Klassenerhalt.

## Topscorer
Fett: Saisonbestwert
| Spieler           | Mannschaft     | Tore | Assists | Punkte |
| ----------------- | -------------- | ---- | ------- | ------ |
| Wladimir Petrow   | ZSKA Moskau    | 28   | 28      | 56     |
| Boris Michailow   | ZSKA Moskau    | 32   | 20      | 52     |
| Juri Lebedew      | Krylja Sowetow | 19   | 27      | 46     |
| Wladimir Golikow  | Dynamo Moskau  | 18   | 26      | 44     |
| Waleri Charlamow  | ZSKA Moskau    | 18   | 24      | 42     |
| Alexander Golikow | Dynamo Moskau  | 19   | 19      | 38     |
| Wiktor Schalimow  | Spartak Moskau | 26   | 11      | 37     |
| Pjotr Prirodin    | Dynamo Moskau  | 20   | 16      | 36     |
| Helmuts Balderis  | ZSKA Moskau    | 17   | 17      | 34     |
| Wladimir Wikulow  | ZSKA Moskau    | 12   | 22      | 34     |

## Sowjetischer Meister
| Meister ZSKA Moskau | Torhüter: Wladislaw Tretjak, Alexander Tyschnych Verteidiger: Sergei Babinow, Wjatscheslaw Fetissow, Sergei Gimajew, Wladimir Luttschenko, Alexei Woltschenkow, Gennadi Zygankow Angreifer: Boris Alexandrow, Wjatscheslaw Anissin, Helmuts Balderis, Waleri Charlamow, Sergei Kapustin, Alexander Lobanow, Boris Michailow, Wladimir Petrow, Wladimir Popow, Wiktor Schluktow, Michail Warnakow, Wladimir Wikulow, Alexander Woltschkow Trainerstab: Wiktor Tichonow, Wiktor Kuskin, Juri Moissejew |